# نونو ميغيل سيركويرا دياز
نونو ميغيل سيركويرا دياز (بالبرتغالية: Nuno Miguel Cerqueira Dias‏) هو سباح برتغالي، ولد في 12 مارس 1977 في لشبونة في البرتغال، وتوفي بنفس المكان في 7 أكتوبر 2014.